# Казалеђо Новара
Казалеђо Новара (итал. Casaleggio Novara) је насеље у Италији у округу Новара, региону Пијемонт.
Према процени из 2011. у насељу је живело 915 становника. Насеље се налази на надморској висини од 171 м.

## Становништво
| 1936. | 1951. | 1961. | 1971. | 1981. | 1991. | 2001. | 2011. |
| ----- | ----- | ----- | ----- | ----- | ----- | ----- | ----- |
| 1.032 | 1.040 | 1.004 | 861   | 793   | 766   | 847   | 930   |